# Noisy-le-Sec
Noisy-le-Sec là một xã trong vùng đô thị Paris, thuộc tỉnh Seine-Saint-Denis, vùng hành chính Île-de-France của nước Pháp, có dân số là 58.217 người (thời điểm 1999). Tọa độ địa lý của xã là 48° 88' vĩ độ bắc, 02° 46' kinh độ đông. Noisy-le-Sec nằm trên độ cao trung bình là 57 mét trên mực nước biển, có điểm thấp nhất là 55 m mét và điểm cao nhất là 120 m mét.

## Thông tin nhân khẩu
| 1936  | 1946  | 1954   | 1962   | 1968   | 1975   | 1982   | 1990   | 1999   |
| ----- | ----- | ------ | ------ | ------ | ------ | ------ | ------ | ------ |
| 7 050 | 6 808 | 10 398 | 16 813 | 25 440 | 26 662 | 40 585 | 54 032 | 58 217 |

## Địa điểm tham quan
- Nhà thờ St-Étienne